# Max McGee
William Max McGee (16 de julho de 1932 - 20 de outubro de 2007) foi um jogador profissional de futebol americano estadunidense.

## Carreira
Max McGee foi campeão do Super Bowl II jogando pelo Green Bay Packers.